# ميلين تو
ميلين تو (بالإنجليزية: Meilen Tu)‏ مواليد 17 يناير 1978 في لوس أنجلوس، كاليفورنيا، الولايات المتحدة، هي لاعبة كرة مضرب أمريكية سابقة بدأت مسيرتها كمحترفة سنة 1994 وكانت تلعب باليد اليمنى، اعتزلت اللعب في 2010. كما أنها إحدى بطلات الجراند سلام. أعلى تصنيف لها في الفردي كان المركز الـ 35 في سنة 2007.

## بطولات حققتها
- بطولة أمريكا المفتوحة للتنس

## روابط خارجية
- ميلين تو على موقع رابطة محترفات التنس (الإنجليزية)
- ميلين تو على موقع الاتحاد الدولي لكرة المضرب (الإنجليزية)
- ميلين تو على موقع كأس بيلي جين كينغ (الإنجليزية)
- ميلين تو على موقع بطولة ويمبلدون (الإنجليزية)
- ميلين تو على موقع خلاصة التنس.كوم (الإنجليزية)
- ميلين تو على موقع إي إس بي إن.كوم (الإنجليزية)